# Polder Reijerscop
Polder Reijerscop is een polder in Utrecht, grotendeels gelegen ten zuiden van de sinds 1939 gerealiseerde A12 bij buurtschap Reijerscop. Het is een cope-gebied.
Samen met de noordelijker gelegen polder polder Bijleveld, en het zuidelijke Achthoven, Mastwijk behoorde het tot het in 1413 opgerichte Grootwaterschap Bijleveld en De Meerndijk. Na de opheffing van het grootwaterschap in 1966 gingen Bijleveld en Reijerscop, en Mastwijk en Achthoven verder als Waterschap Bijleveld tot de samenvoeging met andere waterschappen in 1980 tot het Waterschap Leidse Rijn. Sinds 1994 maakt de polder deel uit van Hoogheemraadschap De Stichtse Rijnlanden.
Het gebied heeft nog een open karakter. De gemeente Woerden is van plan daar rond 2029 windturbines te realiseren.